# The Glitch Mob
The Glitch Mob es un grupo estadounidense de música electrónica formado por edIT (Edward Ma), Boreta (Justin Boreta) and Ooah (Josh Mayer) residentes en Los Ángeles, California.

## Álbumes

### LP
- Drink the Sea (2010)
- Drink the Sea - The Remixes (2011)
- Love Death Immortality (2014) Billboard #13
- Love Death Immortality Remixes (2015)
- See Without Eyes (2018)

### EP
- We Can Make the World Stop (2011)

### Sencillos
- "Episode 8 (feat. D-Styles)" (2009)
- "Black Aura (feat. Theophilus London)" (2009)
- "Beyond Monday" (2010)
- "Drive It Like You Stole It" (2010)
- "Warrior Concerto" (2011)
- "Bad Wings" (2011)
- "We Can Make the World Stop" (2011)
- "Can't Kill Us" (2013)
- "Skytoucher" (2014)

### Mixtapes
- Crush Mode (2008)
- Local Area Network (2009)
- Drink the Sea Part II: The Mixtape (2010)
- More Voltage (2011)
- Drink the Sea: The Remixes Vol. 1 & Vol. 2 (2012)

### Remixes
- Matty G - "West Coast Rocks (The Glitch Mob Remix)" (2008)
- Evil Nine - "All the Cash (The Glitch Mob Remix)" (2008)
- Coheed and Cambria - "Feathers (The Glitch Mob Remix)" (2008)
- STS9 - "Beyond Right Now (The Glitch Mob Remix)" (2008)
- TV on the Radio - "Red Dress (The Glitch Mob Remix)" (2009)
- Nalepa - "Monday (The Glitch Mob Remix)" (2009)
- Linkin Park - "Waiting for the End (The Glitch Mob Remix)" (2010)
- Krazy Baldhead - "The 4th Movement (The Glitch Mob Remix)" (2010)
- Daft Punk - "Derezzed (The Glitch Mob Remix)" (2011)
- The White Stripes - "Seven Nation Army (The Glitch Mob Remix)" (2011)
- Bassnectar - "Heads Up (The Glitch Mob Remix)" (2012)
- The Prodigy - "Breathe (The Glitch Mob Remix)" (2012)

### Vídeos musicales
- "Beyond Monday" (2010)
- "Between Two Points" (2011)
- "We Can Make The World Stop" (2011)
- "Can't Kill Us" (2013)
- ''Rise'' (2018)